# Anna-Lena von Hodenberg

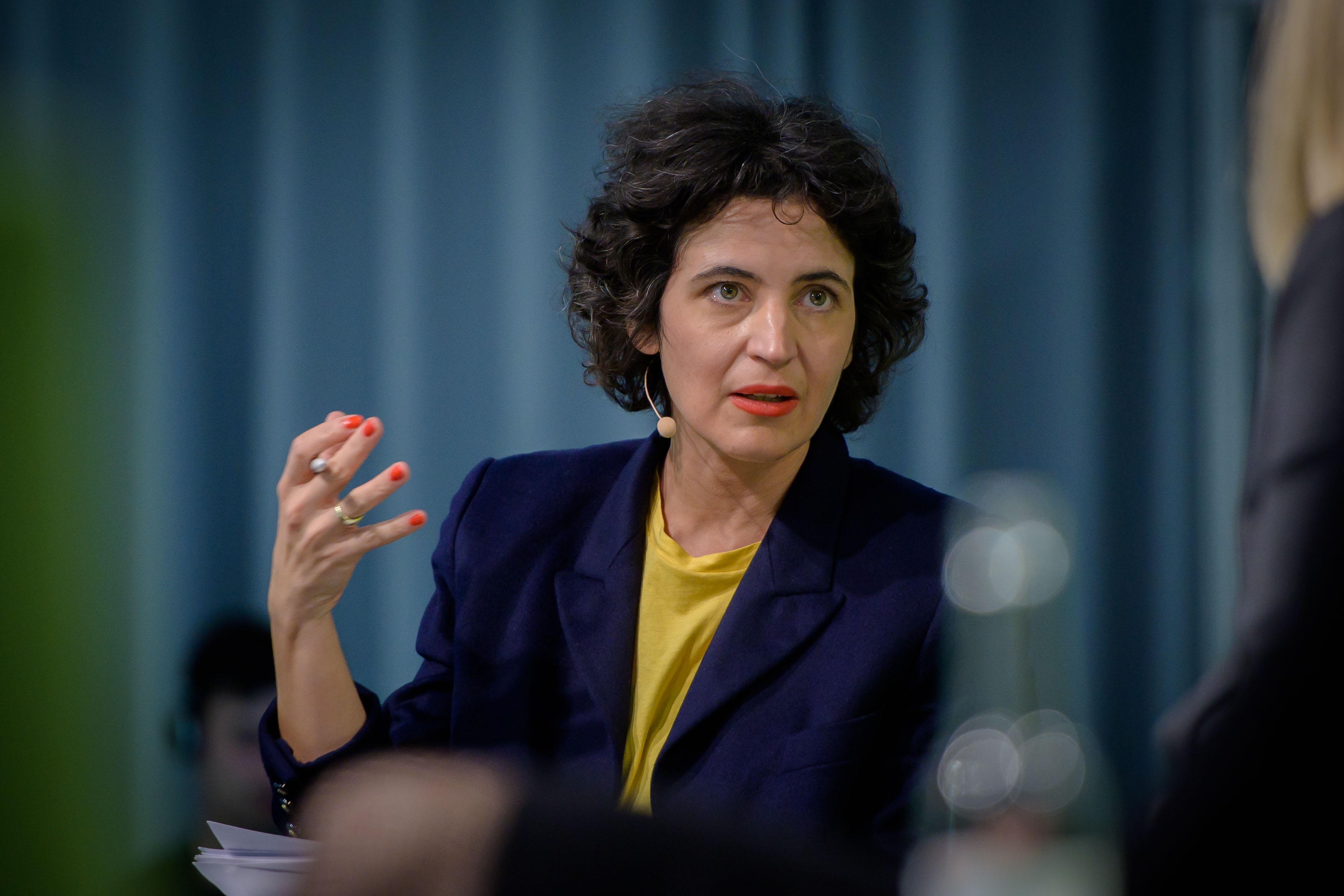
Anna-Lena Freifrau von Hodenberg (2021) bei einer Veranstaltung der Heinrich-Böll-Stiftung

Anna-Lena von Hodenberg (* 1982) ist eine deutsche Journalistin und Sozialunternehmerin. Sie ist Mitbegründerin und Gründungsgeschäftsführerin der gemeinnützigen GmbH HateAid. Mit dieser Arbeit setzt sie sich gegen digitale Gewalt und für Menschenrechte im Netz ein.

## Werdegang
Anna-Lena von Hodenberg entstammt dem Geschlecht der Hodenberg. Sie ist ausgebildete Fernsehjournalistin und war unter anderem für den NDR und RTL tätig. Ab 2015 arbeitete sie für Campact  und war für Kampagnen gegen Rechtspopulismus und Rassismus verantwortlich. Anna-Lena von Hodenberg initiierte die Kampagne „Hate Speech Stoppen“, in deren Mittelpunkt Strafverfolgung und Opferschutz auf Länderebene stehen. Hodenbergs Engagement führte dazu, dass Hessen als erstes Bundesland in ganz Deutschland im Koalitionsvertrag ein „Maßnahmenpaket gegen Hass im Netz“ festhielt. Die Kampagne war speziell auf Hessen zugeschnitten. Sie klärte zur Systematik von Hate Speech auch in Politikerkreisen auf.
Hodenberg schied im März 2021 als Mitglied einer Kommission zur Zukunft der hessischen Polizei aus, die helfen sollte, das nach den Skandalen hinsichtlich der Weitergabe von persönlichen Daten von Opfern des Terrornetzwerkes NSU 2.0 stark beschädigte Vertrauen wiederherzustellen. Laut offizieller Mitteilung waren „unterschiedliche Auffassungen über die Darstellung der Arbeitsweise der Kommission bei der Erstellung des Abschlussberichts“ der Grund für das Ausscheiden Hodenbergs, ihre Expertise sei aber dennoch in den Bericht eingeflossen.
Hodenberg gründete 2018 gemeinsam mit Campact und dem Verein Fearless Democracy die HateAid gGmbH. Die seit 2023 von Anna-Lena von Hodenberg und Josephine Ballon gemeinsam geführte Organisation setzt sich umfassend für Menschenrechte im Internet ein. Ziel ist, durch beratende und rechtliche Unterstützung von Betroffenen, strategische Prozessführung oder durch Policy- und Öffentlichkeitsarbeit die Meinungsfreiheit zu wahren und Teilhabe zu ermöglichen.

## Auszeichnungen
Anna-Lena von Hodenberg wurde 2024 mit dem Preis der Goldenen Bild der Frau ausgezeichnet und für ihre Arbeit geehrt. 2022 wurde sie in die Non-Profit-Organisation Ashoka als Fellow aufgenommen. Zuvor war sie bereits 2020 mit dem Digital Female Leader Award 2020 ausgezeichnet worden und wurde im selben Jahr von der Zeitschrift Focus als eine der „100 Frauen des Jahres 2020“ benannt. Sie gehört ferner zu den „Capital Top 40 under 40“ des Jahres 2021. 2020 war sie unter den 30 Finalistinnen für die Global Digital Women.